# Lính biên phòng

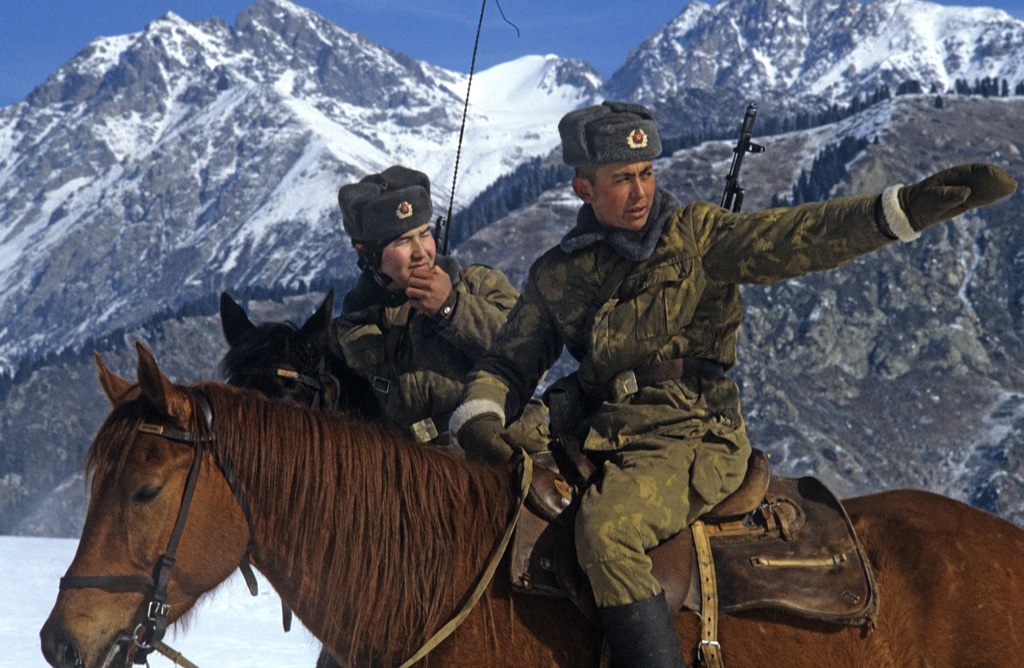
Lực lượng biên phòng Xô viết tuần tra biên giới, hình chụp năm 1984.

Lính biên phòng thuộc lực lượng Biên phòng kiểm soát biên giới, là người lính canh gác, bảo vệ an ninh quốc gia ở biên giới. Một số người lính biên phòng cũng canh gác đường bờ biển và có nghĩa vụ tìm kiếm cứu nạn.